# Murrmann (Geiselwind)

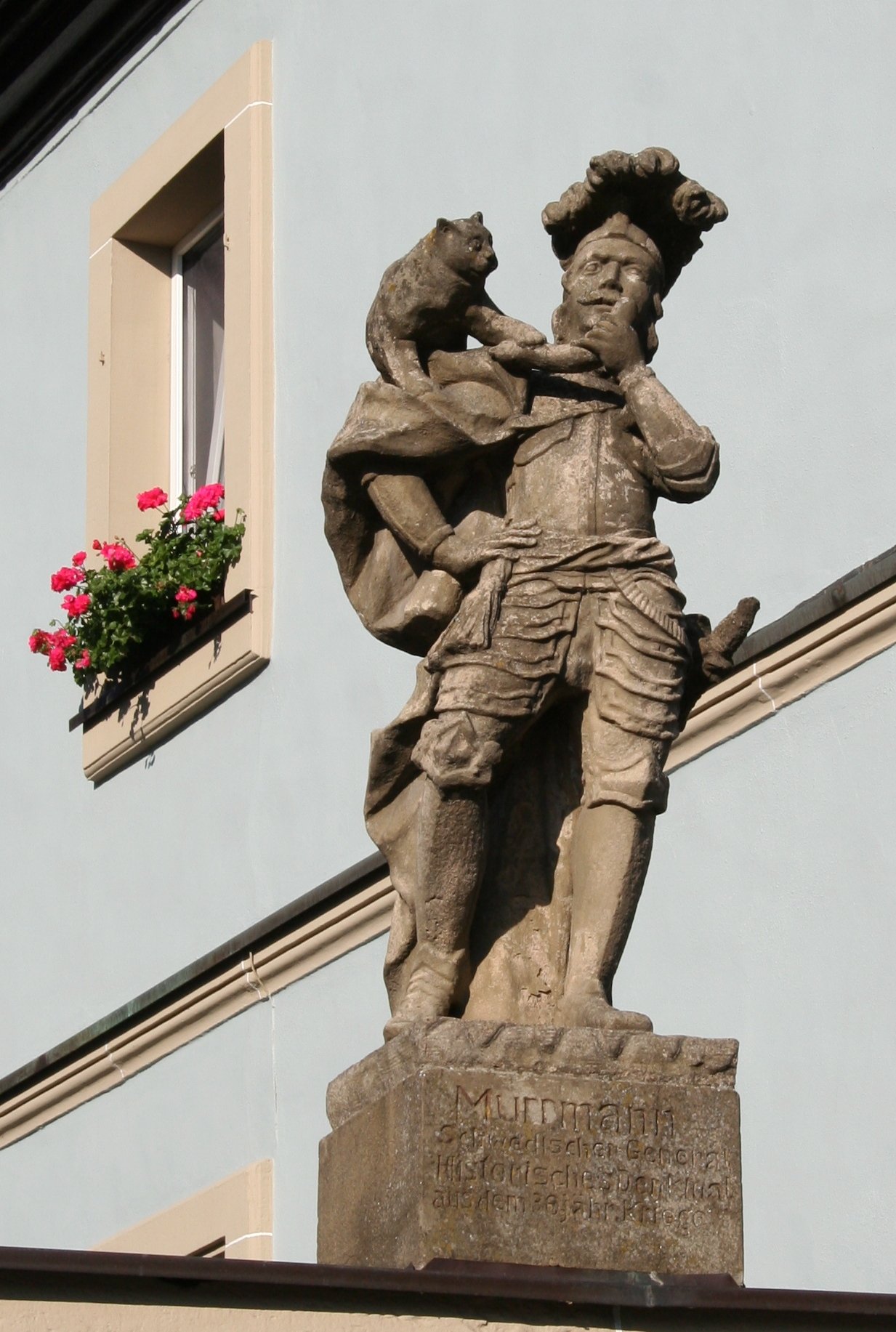
Die Figur des Murrmann

Der Murrmann (auch Murrmannfigur, umgangssprachlich Wurstmännchen) ist eine steinerne Figur, die mit einem schwedischen General aus dem Dreißigjährigen Krieg in Verbindung gebracht wird und auf einem Hoftor am Marktplatz des unterfränkischen Dorfes Geiselwind im Landkreis Kitzingen steht. Die denkmalgeschützte Skulptur spielt auf die bekannteste Sage der Marktgemeinde an.

## Geschichte
Obwohl die Figur des sogenannten Murrmann mit einer Begebenheit aus dem Dreißigjährigen Krieg assoziiert wird, ist die Statue älter. Die Murrmann-Statue entstand bereits im ausgehenden 16. Jahrhundert und war zunächst auf dem Marktbrunnen aufgestellt. Ähnlich wie Figuren des Roland verweist eine solche Soldatendarstellung auf die Gerichts- oder Marktgerechtigkeit, die der Aufstellungsort durch die jeweilige Obrigkeit erhalten hatte. Vergleichbare Figuren finden sich mit dem sogenannten Schweizer in Mainbernheim, dem „Ritter Jörg“ in Sommerhausen oder der Georgsfigur am Marktbreiter Rathaus.
Die Figur mit der charakteristischen Kriegsrüstung wurde aber nach dem Ende des Dreißigjährigen Krieges in Geiselwind mit einer Erzählung über diese Zeit verbunden: Der Bürgermeister von Geiselwind wollte die Einnahme und Plünderung des Ortes verhindern und machte sich auf den Weg in das Lager der feindlichen Armee, um mit dem schwedischen General Murrmann zu verhandeln. Dieser war gerade dabei, mit dem Mittagsmahl zu beginnen, und dachte, vielleicht wegen dieser Störung recht ungehalten, nicht an Verhandlungen.
Zornig packte er sich eine Wurst, die er gerade verspeisen wollte, hielt sie den Unterhändlern entgegen und rief: „So wahr ich diese Wurst hier esse: Ich werde Geiselwind einnehmen!“ In dem Moment sprang eine schwarze Katze auf die Schulter des Generals, schlug ihm die Wurst aus der Hand, schnappte sie sich und rannte mit der Wurst im Maul davon. Der Sage nach wurde Geiselwind bei dieser Belagerung nicht eingenommen. Je nach der Version lag das daran, dass die Geiselwinder durch dieses Zeichen neuen Mut schöpften und die Belagerung abwehrten, dass die Schweden die Vorkommnisse als böses Omen sahen und schnell weiterzogen oder dass der schwedische General nichts Unwahres sagen, sondern vielmehr sein Wort halten wollte und deswegen die Belagerung beendete.
Die historische Wirklichkeit kennt jedoch Zerstörungen in Geiselwind, die durch den Dreißigjährigen Krieg ausgelöst wurden. So musste die Gemeinde ihr Rathaus in der zweiten Hälfte des 17. Jahrhunderts neu errichten. Ein schwedischer General mit Namen Murrmann ist ebenfalls unbekannt. Wahrscheinlich weist der Name auf den volkstümlichen Namen der Katze, „Murr“, hin. Die Murrmannfigur wird vom Bayerischen Landesamt für Denkmalpflege als Baudenkmal geführt. Sie spielt heute noch in den örtlichen Kirchweihtraditionen eine Rolle. So nennen sich die Geiselwinder Kirchweihburschen „Murrmänner“. Die Veranstalter eines Metal-Festivals in Geiselwind griffen die Figur ebenfalls auf und entwickelten sie zum sogenannten „Bashman“ weiter.
Während das Original sich heute im Rathaus der Gemeinde Geiselwind befindet, fand auf der Hofmauer eine Nachbildung Aufstellung.

## Beschreibung
Die Murrmannfigur steht auf einem rechteckigen Sockel, auf dem die folgende Inschrift eingraviert ist: „Murrmann/ Schwedischer General/ Historisches Denkmal aus dem 30jähr. Kriege“. Darüber erhebt sich ein schmaler, älterer Sockel, auf dem die eigentliche Ganzfigur steht. Der Murrmann wurde in voller Rüstung des 17. Jahrhunderts samt Helm, Schwert und Mantel dargestellt, er hat die Rechte in die Hüfte gelegt und führt die Linke mit einer Wurst in Richtung seines Mundes. Auf der rechten Schulter der Murrmannfigur sitzt eine Katze, die nach der Wurst greift.